# Гиллессен, Вальтер
Вальтер Гиллессен (нем. Walter Gillessen; род. 1 декабря 1941, Кёльн) — немецкий дирижёр.

## Биография
В 1965 году выиграл в Италии конкурс дирижёров имени Гвидо Кантелли, в 1966 году разделил с тремя другими молодыми коллегами — Аленом Ломбаром, Хуаном Пабло Искьердо и Сильвией Кадуфф — победу в конкурсе дирижёров имени Димитриса Митропулоса в США, после чего некоторое время работал ассистентом дирижёра в Национальном симфоническом оркестре. Затем занимал должность генеральмузикдиректора Ульма, в 1974—1976 годах ассистент Герберта фон Караяна в Берлинском филармоническом оркестре. В 1976—1982 годах генеральмузикдиректор Киля, в 1982 году в Киле дирижировал премьерой «Реквиема» Ариберта Раймана. Затем в течение двух сезонов работал с Сеульским филармоническим оркестром. Вернувшись в Германию, в 1986—1996 годах занимал пост генеральмузикдиректора Реклингхаузена, возглавляя Вестфальский симфонический оркестр. Записал, в частности, Симфонию Ханса Пфицнера.